# Kim Ji-sung
Kim Ji-sung (* 7. November 1924; † 12. November 1982) war ein südkoreanischer Fußballspieler.

## Karriere
Park war Teil des Kaders der südkoreanischen Nationalmannschaft bei der Weltmeisterschaft 1954 und wurde hier in der Gruppenphase gegen die Türkei eingesetzt.